# Acryptolaria novaecaledoniae
Acryptolaria novaecaledoniae is een hydroïdpoliep uit de familie Lafoeidae. De poliep komt uit het geslacht Acryptolaria. Acryptolaria novaecaledoniae werd in 2010 voor het eerst wetenschappelijk beschreven door Peña Cantero & Vervoort. 